# Conclave del 1829
Il conclave del 1829 venne convocato il 23 febbraio 1829 a seguito della morte del papa Leone XII, avvenuta il 10 febbraio, e si concluse il 31 marzo con l'elezione del cardinale Francesco Saverio Castiglioni che, con il nome di Pio VIII, divenne il 253º papa della Chiesa cattolica.

## Situazione generale e svolgimento
Il 23 febbraio il conclave si aprì con la messa del Santo Spirito presieduta dal Cardinale Somaglia. Nel pomeriggio i cardinali entrarono in processione all'interno del Palazzo del Quirinale per l'inizio delle votazioni. Soltanto 32 cardinali erano presenti al momento dell'apertura del conclave, successivamente il loro numero aumentò, con l'arrivo graduale dei porporati lontani, fino a 50 al termine delle votazioni.
Il cardinale Emmanuele De Gregorio venne proposto come candidato gradito ai francesi, mentre il cardinale Bartolomeo Pacca venne proposto dall'ala più moderata, ma contro di lui si abbatté il veto del re Carlo X di Francia. Il 6 marzo De Gregorio raggiunse 24 voti con l'accessus, soltanto quattro in meno per l'elezione, ma non riuscì a guadagnarne ulteriormente.
Il conclave concentrò allora i voti su Francesco Saverio Castiglioni, cercando un candidato di compromesso. Castiglioni era stato vicino all'elezione nel conclave del 1823 come rappresentante dei moderati, ma venne messo da parte a causa delle sue cattive condizioni di salute.
Il 31 marzo 1829, con 47 preferenze, Castiglioni venne eletto papa e assunse il nome di Pio VIII.
Alla morte di Leone XII i cardinali erano 59, ma il cardinale Giovanni Francesco Marazzani Visconti morì nel periodo di interregno. In conclave entrarono 50 cardinali; gli altri 8 non parteciparono per motivi di distanza o di salute.

## Composizione del Sacro Collegio

### Cardinali presenti in conclave
| Nome                                              | Paese                      | Titolo                                                          | Incarichi | Creazione                      | Età |
| ------------------------------------------------- | -------------------------- | --------------------------------------------------------------- | --- | ------------------------------ | --- |
| Giulio Maria della Somaglia                       | Ducato di Parma e Piacenza | Ostia e San Lorenzo in Damaso in commendam                      | Decano del Sacro Collegio; Segretario della Congregazione dell'Inquisizione; Prefetto della Congregazione dei Riti; Arciprete della Basilica di San Giovanni in Laterano | 1º giugno 1795 da Pio VI       | 84  |
| Bartolomeo Pacca                                  | Stato Pontificio           | Porto, Santa Rufina e Civitavecchia                             | Sottodecano del Sacro Collegio; Prefetto della Congregazione sopra la correzione dei libri della Chiesa orientale; Cardinale Pro-Datario                                 | 23 febbraio 1801 da Pio VII    | 72  |
| Pietro Francesco Galleffi                         | Stato Pontificio           | Albano                                                          | Camerlengo di Santa Romana Chiesa; Arciprete della Basilica Vaticana | 11 luglio 1803 da Pio VII      | 58  |
| Tommaso Arezzo                                    | Regno delle Due Sicilie    | Sabina                                                          | Vice-Cancelliere di Santa Romana Chiesa; Legato apostolico a Ferrara | 8 marzo 1816 da Pio VII        | 72  |
| Francesco Saverio Castiglioni                     | Stato Pontificio           | Frascati                                                        | Penitenziere Maggiore; Prefetto della Congregazione dell'Indice dei libri proibiti, eletto papa                                                                          | 8 marzo 1816 da Pio VII        | 67  |
| Francesco Bertazzoli                              | Stato Pontificio           | Palestrina                                                      | Prefetto della Congregazione degli Studi | 10 marzo 1823 da Pio VII       | 74  |
| Giuseppe Firrao                                   | Regno delle Due Sicilie    | Sant'Eusebio                                                    | Cardinale protopresbitero | 23 febbraio 1801 da Pio VII    | 92  |
| Luigi Ruffo di Scilla                             | Regno delle Due Sicilie    | San Martino ai Monti                                            | Arcivescovo metropolita di Napoli | 23 febbraio 1801 da Pio VII    | 78  |
| Joseph Fesch                                      | Regno di Francia           | San Lorenzo in Lucina e Santa Maria della Vittoria in commendam | Arcivescovo metropolita di Lione | 17 gennaio 1803 da Pio VII     | 66  |
| Carlo Oppizzoni                                   | Regno Lombardo-Veneto      | San Bernardo alle Terme Diocleziane                             | Arcivescovo metropolita di Bologna | 26 marzo 1804 da Pio VII       | 59  |
| Pietro Gravina                                    | Regno delle Due Sicilie    | San Lorenzo in Panisperna                                       | Arcivescovo metropolita di Palermo | 8 marzo 1816 da Pio VII        | 79  |
| Giuseppe Morozzo Della Rocca                      | Regno di Sardegna          | Santa Maria degli Angeli                                        | Vescovo di Novara | 8 marzo 1816 da Pio VII        | 70  |
| Fabrizio Sceberras Testaferrata                   | Malta                      | Santa Pudenziana                                                | Vescovo di Senigallia | 8 marzo 1816 da Pio VII        | 71  |
| Benedetto Naro                                    | Stato Pontificio           | San Clemente                                                    | Prefetto della Congregazione della Disciplina dei Regolari; Arciprete della Basilica Liberiana di Santa Maria Maggiore                                                   | 8 marzo 1816 da Pio VII        | 84  |
| Emmanuele De Gregorio                             | Regno delle Due Sicilie    | Santi Bonifacio e Alessio                                       | Prefetto della Congregazione del Concilio; Archimandrita del Santissimo Salvatore                                                                                        | 8 marzo 1816 da Pio VII        | 70  |
| Giorgio Doria Pamphilj Landi                      | Stato Pontificio           | Santa Cecilia                                                   | Gran Priore di Roma del Sovrano Militare Ordine di Malta | 8 marzo 1816 da Pio VII        | 56  |
| Anne-Antoine-Jules de Clermont-Tonnerre           | Regno di Francia           | Santissima Trinità al Monte Pincio                              | Arcivescovo metropolita di Tolosa | 2 dicembre 1822 da Pio VII     | 80  |
| Giovanni Francesco Falzacappa                     | Stato Pontificio           | Santa Maria in Trastevere                                       | Prefetto della Segnatura Apostolica | 10 marzo 1823 da Pio VII       | 61  |
| Antonio Pallotta                                  | Stato Pontificio           | San Silvestro in Capite                                         | Legato a latere per le province di Marittima e Campagna | 10 marzo 1823 da Pio VII       | 59  |
| Carlo Maria Pedicini                              | Stato Pontificio           | Santa Maria della Pace                                          | Prefetto della Congregazione dell'Immunità Ecclesiastica | 10 marzo 1823 da Pio VII       | 59  |
| Ercole Dandini                                    | Stato Pontificio           | Santa Balbina                                                   | Prefetto della Congregazione del Buon Governo | 10 marzo 1823 da Pio VII       | 69  |
| Carlo Odescalchi, S.I.                            | Stato Pontificio           | Santi XII Apostoli                                              | Prefetto della Congregazione dei Vescovi e Regolari | 10 marzo 1823 da Pio VII       | 43  |
| Giacinto Placido Zurla, O.S.B.Cam.                | Regno Lombardo-Veneto      | Santa Croce in Gerusalemme                                      | Vicario generale di Sua Santità per la Diocesi di Roma | 10 marzo 1823 da Pio VII       | 59  |
| Anne-Louis-Henri de La Fare                       | Regno di Francia           | Santa Maria in Traspontina                                      | Arcivescovo metropolita di Sens | 16 maggio 1823 da Pio VII      | 76  |
| Giovanni Battista Bussi                           | Stato Pontificio           | San Pancrazio fuori le mura                                     | Arcivescovo metropolita di Benevento | 3 maggio 1824 da Leone XII     | 74  |
| Bonaventura Gazola, O.F.M.Ref.                    | Ducato di Parma e Piacenza | San Bartolomeo all'Isola                                        | Vescovo di Montefiascone e Corneto | 3 maggio 1824 da Leone XII     | 84  |
| Karl Kajetan von Gaisruck                         | Impero austriaco           | San Marco                                                       | Arcivescovo metropolita di Milano | 27 settembre 1824 da Leone XII | 59  |
| Ludovico Micara, O.F.M.Cap.                       | Stato Pontificio           | Santi Quattro Coronati                                          | Ministro generale dell'Ordine dei Frati Minori Cappuccini | 20 dicembre 1824 da Leone XII  | 53  |
| Gustave-Maximilien-Juste de Croÿ-Solre            | Regno di Francia           | Santa Sabina                                                    | Arcivescovo metropolita di Rouen | 21 marzo 1825 da Leone XII     | 55  |
| Bartolomeo Alberto (Mauro) Cappellari, O.S.B.Cam. | Regno Lombardo-Veneto      | San Callisto                                                    | Prefetto della Congregazione di Propaganda Fide | 21 marzo 1825 da Leone XII     | 63  |
| Jean-Baptist-Marie-Anne-Antoine de Latil          | Regno di Francia           | San Sisto                                                       | Arcivescovo metropolita di Reims | 13 marzo 1826 da Leone XII     | 67  |
| Pietro Caprano                                    | Stato Pontificio           | Cardinale presbitero                                            | Nessun incarico ufficiale | 2 ottobre 1826 da Leone XII    | 69  |
| Giacomo Giustiniani                               | Stato Pontificio           | Santi Marcellino e Pietro                                       | Vescovo di Imola | 2 ottobre 1826 da Leone XII    | 59  |
| Vincenzo Macchi                                   | Stato Pontificio           | Santi Giovanni e Paolo                                          | Legato apostolico a Ravenna | 2 ottobre 1826 da Leone XII    | 58  |
| Giacomo Filippo Fransoni                          | Regno di Sardegna          | Santa Maria in Aracoeli                                         | Nunzio apostolico emerito in Portogallo | 2 ottobre 1826 da Leone XII    | 53  |
| Benedetto Colonna Barberini di Sciarra            | Stato Pontificio           | Cardinale presbitero                                            | Maestro di camera emerito di Sua Santità | 15 dicembre 1828 da Leone XII  | 40  |
| Giovanni Antonio Benvenuti                        | Stato Pontificio           | Santi Quirico e Giulitta                                        | Vescovo di Osimo e Cingoli | 15 dicembre 1828 da Leone XII  | 63  |
| Ignazio Nasalli-Ratti                             | Ducato di Parma e Piacenza | Sant'Agnese fuori le mura                                       | Nessun incarico ufficiale | 25 giugno 1827 da Leone XII    | 78  |
| Joachim-Jean-Xavier d’Isoard                      | Regno di Francia           | San Pietro in Vincoli                                           | Arcivescovo metropolita di Auch | 25 giugno 1827 da Leone XII    | 62  |
| Antonio Domenico Gamberini                        | Stato Pontificio           | Cardinale presbitero                                            | Vescovo di Orvieto | 15 dicembre 1828 da Leone XII  | 68  |
| Giuseppe Albani                                   | Stato Pontificio           | Santa Maria in Via Lata                                         | Segretario dei Brevi Apostolici; Legato apostolico a Bologna; Cardinale protodiacono                                                                                     | 23 febbraio 1801 da Pio VII    | 78  |
| Giovanni Caccia Piatti                            | Regno di Sardegna          | Santi Cosma e Damiano                                           | Prefetto del Supremo Tribunale della Segnatura di Grazia | 8 marzo 1816 da Pio VII        | 77  |
| Pietro Vidoni                                     | Regno Lombardo-Veneto      | San Nicola in Carcere                                           | Nessun incarico ufficiale | 8 marzo 1816 da Pio VII        | 69  |
| Agostino Rivarola                                 | Regno di Sardegna          | Santa Maria ad Martyres                                         | Prefetto della Congregazione delle Acque | 1º ottobre 1817 da Pio VII     | 70  |
| Cesare Guerrieri Gonzaga                          | Regno Lombardo-Veneto      | Sant'Adriano al Foro                                            | Presidente della Congregazione del Censo | 27 settembre 1819 da Pio VII   | 79  |
| Antonio Maria Frosini                             | Ducato di Modena e Reggio  | Santa Maria in Cosmedin                                         | Prefetto della Congregazione per le Indulgenze e le Sacre Reliquie | 10 marzo 1823 da Pio VII       | 77  |
| Tommaso Riario Sforza                             | Regno delle Due Sicilie    | Santa Maria in Domnica                                          | Legato apostolico a Forlì; Camerlengo del Collegio Cardinalizio | 10 marzo 1823 da Pio VII       | 47  |
| Tommaso Bernetti                                  | Stato Pontificio           | San Cesareo in Palatio                                          | Cardinale Segretario di Stato di Sua Santità | 2 ottobre 1826 da Leone XII    | 49  |
| Belisario Cristaldi                               | Stato Pontificio           | Santa Maria in Portico Campitelli                               | Tesoriere emerito della Camera Apostolica | 15 dicembre 1828 da Leone XII  | 64  |
| Juan Francisco Marco y Catalán                    | Regno di Spagna            | Cardinale diacono                                               | Vice-Camerlengo emerito della Camera Apostolica | 15 dicembre 1828 da Leone XII  | 57  |

### Cardinali assenti
| Nome                                        | Paese                | Titolo                 | Incarichi                            | Creazione                      | Età |
| ------------------------------------------- | -------------------- | ---------------------- | ------------------------------------ | ------------------------------ | --- |
| Cesare Brancadoro                           | Stato Pontificio     | Sant'Agostino          | Arcivescovo metropolita di Fermo     | 23 febbraio 1801 da Pio VII    | 73  |
| Francesco Cesarei Leoni                     | Stato Pontificio     | Santa Maria del Popolo | Vescovo di Jesi                      | 8 marzo 1816 da Pio VII        | 72  |
| Rodolfo Giovanni d'Asburgo-Lorena           | Impero austriaco     | San Pietro in Montorio | Arcivescovo metropolita di Olomouc   | 4 giugno 1819 da Pio VII       | 41  |
| Patrício da Silva, O.E.S.A.                 | Regno del Portogallo | Cardinale presbitero   | Patriarca di Lisbona                 | 27 settembre 1824 da Leone XII | 72  |
| Teresio Ferrero della Marmora               | Regno di Sardegna    | Cardinale presbitero   | Vescovo emerito di Saluzzo           | 27 settembre 1824 da Leone XII | 71  |
| Pedro Inguanzo Rivero                       | Regno di Spagna      | San Tommaso in Parione | Arcivescovo metropolita di Toledo    | 20 dicembre 1824 da Leone XII  | 64  |
| Francisco Javier de Cienfuegos y Jovellanos | Regno di Spagna      | Cardinale presbitero   | Arcivescovo metropolita di Siviglia  | 13 marzo 1826 da Leone XII     | 62  |
| Alexander Rudnay Divékújfalusi              | Impero austriaco     | Cardinale presbitero   | Arcivescovo metropolita di Strigonio | 2 ottobre 1826 da Leone XII    | 68  |

## Distribuzione geografica

### Italia
- 24 cardinali:  Stato Pontificio (41,3%)
- 6 cardinali:  Regno delle Due Sicilie (10,3%)
- 5 cardinali:  Regno di Sardegna (8,6%)
- 5 cardinali:  Regno Lombardo-Veneto (8,6%)
- 3 cardinali:  Ducato di Parma e Piacenza (5,1%)
- 1 cardinale:  Ducato di Modena e Reggio (1,7%)

Totale: 44 cardinali (75,8% del Sacro Collegio)

### Europa
- 6 cardinali:  Regno di Francia (10,3%)
- 3 cardinali:  Regno di Spagna (5,1%)
- 3 cardinali:  Impero austriaco (5,1%)
- 1 cardinale:  Regno del Portogallo (1,7%)
- 1 cardinale:  Malta ( Impero Britannico) (1,7%)

Totale: 14 cardinali (24,1% del Sacro Collegio)

## Fonti
- http://www.catholic-hierarchy.org/event/c1829.html
- https://www.csun.edu/~hcfll004/SV1829.html